# Гасс, Фридрих-Вильгельм
Фридрих-Вильгельм Иоахим Генрих Гасс (нем. Friedrich Wilhelm Gaß; 28 ноября 1813, Бреслау, Нижняя Силезия — 21 февраля 1889, Гейдельберг) — немецкий учёный, философ, протестантский богослов, историк Церкви, педагог, профессор Гейдельбергского университета. Доктор философии (1836) и магистр богословия (1839).

## Биография
Сын профессора теологии Иоахима Кристиана Гасса (1766—1831), близкого друга Фридриха Шлейермахера.
В 1832 году поступил на богословский факультет университета Бреслау, где уделял особое внимание изучению философии, классических языков и литературы; в 1834—1835 гг. учился в Галле, увлекся трудами Генезия и Филона Александрийского, позже продолжил учёбу в Берлине. В студенческие годы находился под влиянием идей Августа Неандера.
В 1846 году стал доцентом в университете Бреслау, в следующем году переехал в Грайфсвальд, где в 1855 году был назначен профессором Ординария. В 1862 году — профессор систематического богословия в Гисенском университете, а в 1868 году переехал в Гейдельберг в качестве преемника Ричарда Роте (1799—1867).
Как представитель богословского факультета Гасс принимал участие в работе Генерального синода в 1871, 1876 и 1881 годах, поддерживая сторонников умеренного либерализма; в 1885 г. был назначен церковным советником.

## Научная деятельность
Его богословские работы, в основном, касалась истории протестантской догматики, изучения греческой церкви в средние века (раздел церковно-исторической науки, практически забытой в его время) и истории христианской этики.
По своему направлению это был умеренный либерал, что давало ему возможность, выходя из вероисповедных рамок строгого протестантизма, с беспристрастием относиться и к другим вероисповеданиям и между прочим к православному Востоку, исследованию которого посвящены многие его сочинения:
- "Beiträge zur kirchlichen Litteratur und Dogmengeschichte des griechischen Mittelalter"s (1844-49, 2 тома);
- «Gennadius und Pletho, Aristotelismus und Platonismus in d. Griechischen Kirche» (1844);
- «Die Mystik d. Nicolaus Kabasilas» (1849);
- «Zur Geschichte der Athosklöster» (1865);
- «Die Lehre vom Gewissen» (1869);
- «Optimismus und Pessimismus. Der Gang der christlichen Welt- und Lebensansicht» (1876);
- «Geschichte der Ethik» (1881, т. 1)

и особенно «Symbolik der griechischen Kirche» (1872) — опыт научного, систематического изложения вероучения православной церкви, пользующийся большим вниманием и в русской богословской науке.